# Los Supersónicos
Los Supersónicos (cuyo título original es The Jetsons) es una serie animada creada por William Hanna y Joseph Barbera. Fue creada en 1962; durante años la audiencia la comparó con una versión futurista de Los Picapiedra. Los Supersónicos se encuentran en el año 2062, en el que viven en edificios suspendidos en el aire mediante enormes soportes y se transportan en aeroautos, considerada como una de las mayores representaciones de la era dorada del futurismo estadounidense, adquiriendo influencias de la era espacial. La serie es conocida por visionar la tecnología contemporánea, ganado un gran seguimiento de culto entre los científicos.
Fue el primer programa de la cadena estadounidense ABC que se emitía en color. Entre los años 1985-1987, se produjeron nuevos episodios con otros actores de voz. Sin embargo, aunque se pretendía homologar la serie, los diseños de personajes y animación son algo diferentes a los capítulos de los sesenta.

## Personajes
- Súper Sónico (George Jetson): Personaje principal de la serie, tiene cuarenta años y es el estereotipo del hombre de oficina, Súper trabaja en Espacio-cohetes Espaciales Espacio S. A. (Spacely Space Sprockets Inc.), donde construye y financia todo tipo de equipos de alta tecnología para su jefe, el señor Júpiter (señor Espacial). Pero siempre le hace la vida difícil. Es el proveedor principal de la familia Sónico y aunque siempre se muestra estresado y triste por sus problemas laborales, es cariñoso y esta dispuesto a realizar buenas acciones por el bien de la familia. Siempre que se asombra dice: «¡Hooba-dooba-dooba!» para expresar asombro.
- Ultra Sónico (Jane Jetson): La esposa de Súper y el estereotipo de ama de casa que hace las compras en el centro comercial, tiene treinta y seis años de edad, y es una mujer agradable, paciente y amante del arte, sobre todo la moda y los artilugios modernos. Al igual que Súper, trata de mantener unida a la familia y demuestra mucha valentía a la hora de protegerla. Ama ir de compras en él Mooning Dales (en la introducción, se ve a Súper prestándole un billete, pero Ultra le arrebata de la mano la billetera).
- Lucero Sónico (Judy Jetson): Es una adolescente de dieciséis años que estudia en la preparatoria Órbita (Orbit High School).
- Cometín Sónico (Elroy Jetson): Es un niño tierno de seis años que nació el 6 de enero y que estudia en la escuela La Osa Menor (The Little Dipper School).
- Robotina (Rosie): Es la sirvienta robótica de la familia, muy querida por todos.
- Astro: Es un perro Gran Danés, la primera mascota de la familia y mejor amigo de Súper. A pesar de ser torpe es demasiado leal a ella y siente un gran cariño hacia Súper, aunque también se le ve como el compañero de juegos de Cometín y ha demostrado un dominio adecuado del habla humana. Astro no estaba en los primeros episodios; pero hizo su debut en el episodio de la primera temporada: «The Coming of Astro».
- Orbitus (Orbity): Es la segunda mascota de la familia, es blanco y morado con resortes como piernas, Cometín lo encontró en la Luna. Este personaje se ve en los titlecards de los sesenta. Pero solo apareció veinte años después en los nuevos episodios.[6]
- Señor Júpiter Espacial (Mr. Cosmo Spacely): Es el jefe de Súper Sónico que también trabaja en Espacio-cohetes Espaciales Espacio S. A. (Spacely Space Sprockets Inc.). Es de baja estatura, pero de mal carácter, sobre todo con Súper.
- Señor Cogswell (Spencer Cogswell): Es un hombre tramposo que siempre le roba las ideas al Señor Júpiter.
- Henry Órbita: Es el reparador de apartamentos de los Sónico. Siempre es útil y siempre de buen humor. Su robot, Mac, está enamorado de Robotina.

## Resumen
Súper Sónico trabaja tres horas al día, tres días a la semana en Engranes Júpiter. Su jefe, el señor Júpiter, hace su vida imposible en cada oportunidad que se le presenta. La familia Sónico representa a la clásica familia de clase media alta de los Estados Unidos, viajan en autonave y van de vacaciones a Las Venus.
La competencia en términos de negocios está representada por Cogswell Cogs, el dueño. El señor Cogswell trata de robar todos los secretos industriales propiedad del señor Júpiter y así sacarlo del negocio. 
Los Supersónicos es uno de los últimos programas que ven el futuro en forma positiva y progresista. Las crisis del petróleo de 1973 y el surgimiento de los problemas ecológicos cambiarán esa visión en los programas de la siguiente década. El economista Jeffrey A. Tucker escribió en 2011 que Los Supersónicos se «distingue en la ciencia ficción por el hecho de que es un intento raro en este género que realmente logra predecir el futuro». Además de los coches aéreos de la serie animada que, hasta el momento, no son factibles en el mundo real, la tecnología de Los Supersónicos se ha convertido en algo común: las personas a principios del siglo XXI se comunican a través de video-chat. Los robots se han hecho cargo de muchos trabajos, los alimentos con botones pulsadores proporcionan productos rápidos y de alta calidad (por ejemplo, café Keurig), se utilizan diversos dispositivos de alta tecnología para el ocio, etc. Tucker señala que Los Supersónicos no representa una distopía sombría ni una utopía idílica, sino un mundo donde el capitalismo y el espíritu empresarial todavía existen y la tecnología no ha cambiado elementos fundamentales de la naturaleza humana.
En los capítulos en inglés, hay risas grabadas para resaltar momentos cómicos. Pero, en el doblaje latinoamericano, fueron eliminadas. Los capítulos de los ochenta tampoco tienen risas grabadas.

## Voces de doblaje
Serie clásica
- Súper Sónico: Carlos Rotzinger (†)
- Ultra Sónico: Rita Rey
- Lucero Sónico: María Antonieta de las Nieves
- Cometín Sónico:Azucena Rodríguez, Alicia Rodríguez (episodios 1, 2, 4 y 5)
- Astro: Alejandro Ciangherotti, Sergio de Bustamante (capítulo 6), Jorge Arvizu (capítulo 12)
- Robotina: Rosario Muñoz Ledo
- Henry Órbita: Jorge Arvizu (†)
- Señor Cogswell (señor Cosme Cósmico): David Reynoso (†)
- Señor Júpiter (señor Júpiter Espacial): Alejandro Ciangherotti, Guillermo Bianchi, Víctor Alcocer (capítulo 12)
- Narración: Carlos David Ortigosa

Serie moderna
- Súper Sónico: Rhual Rogers (†)
- Ultra Sónico: Araceli de León (†)
- Lucero Sónico: Ana María Grey, María Fernanda Morales (algunos capítulos)
- Cometín Sónico: Jean Carlo Toquero
- Astro: Rhual Rogers (†)
- Robotina: Evelyn Solares
- Henry Órbita: Alejandro Villeli
- Señor Cogswell: Carlos de Pavía
- Señor Júpiter (señor Júpiter Espacial): Gabriel Toquero (†)
- Narración: Raúl de la Fuente

## Otras apariciones

### Películas
- Los Picapiedra conocen a Los Supersónicos (The Jetsons meet the Flintstones) (1987): cruce entre los Supersónicos y los Picapiedra. Se hacen amigos, compiten y se divierten.
- Bailando Rock con Lucero Sónico (1988)
- Los Supersónicos: la película (Jetsons: the movie) (1990)
- Los Supersónicos y WWE: Robo-Wrestlemania (2017)

### Cómics
- The Jetsons #1-36 (Gold Key Comics, enero de 1963-octubre de 1970)
- March of Comics #276 (1965), #330 (1969), #348
- The Jetsons #1-20 (Charlton Comics, noviembre de 1970-diciembre de 1973); 100-page no-number issue
- Spotlight #3 (Marvel Comics, 197x)
- The Jetsons #1-5 (Harvey Comics, septiembre de 1992-noviembre de 1993); Big Book #1-3, Giant Size #1-3
- The Jetsons #1-17 (Archie Comics, septiembre de 1995-agosto de 1996)
- The Flintstones and the Jetsons #1-21 (DC Comics, agosto de 1997-abril de 1999)
- Scooby Doo Team-Up #8 (DC Comics, enero de 2015) Aparición especial
- Booster Gold/The Flintstones Anual #1 (DC Comics, marzo de 2017)
- The Jetsons #1–6 (DC Comics, enero – junio de 2018) Parte de la línea de cómics de DC Comics Hanna-Barbera Beyond[8]

### Videojuegos
- The Jetsons' Ways with Words (Intellivision, 1984)
- The Jetsons: George Jetson and the Legend of Robotopia (Amiga, 1990)
- The Jetsons: By George, in Trouble Again (DOS, 1990)
- The Jetsons: Cogswell's Caper! (NES, 1992)
- The Jetsons: Robot Panic (Game Boy, 1992)
- The Jetsons: Invasion of the Planet Pirates (Super NES, 1994)
- Jetsons: The Computer Game (Amiga, 1992)
- The Jetsons: Mealtime Malfunction (Apple, 1993)
- The Jetsons' Space Race (part of Hanna-Barbera’s Cartoon Carnival) (CD-i, 1993)
- Flintstones Jetsons Time Warp (CD-i, 1994)